# 旧堡街道
旧堡街道，是中华人民共和国辽宁省鞍山市铁东区下辖的一个乡镇级行政单位。

## 行政区划
旧堡街道下辖以下地区：
东矿社区、东烧社区、东升社区、四方台社区、崔家屯村、前峪村和谢家房身村。